# Cendono (Padangan)
Cendono is een bestuurslaag in het regentschap Bojonegoro van de provincie Oost-Java, Indonesië. Cendono telt 2264 inwoners (volkstelling 2010).